# 以法莲的利未人
《以法莲的利未人》（Le Lévite d’Éphraïm）是让-雅克·卢梭的一部散文诗，写作于1762年6月，从蒙莫朗西逃亡期间。
其内容取自圣经《士师记》结尾的一个悲惨的故事，说到一个住在以法莲的利未人携带小妾返乡途中，途径便雅悯，当地的男子竟然要求与这位利未人交合，最后作为替代，他们整夜轮奸了那人的小妾。次日清晨，她死在利未人的门前。利未人将她的尸体切成12块，分送给以色列十二支派。各支派联合攻打便雅悯支派，使其接近灭绝。  
卢梭在《忏悔录》书中提到，《以法莲的利未人》是他本人最喜爱的作品。